# Universiteit Pardubice
De Universiteit Pardubice (Tsjechisch: Univerzita Pardubice, UPA) is een universiteit in de Tsjechische stad Pardubice. De universiteit bestaat uit zes faculteiten, waarvan er één gevestigd is in het stadje Litomyšl.
In het jaar 1950 werd de voorloper van de universiteit opgericht: de Hogeschool voor Chemie in Pardubice (Vysoká škola chemická v Pardubicích). In 1991 werd de school verdeeld in twee faculteiten, en twee jaar later kwam daar nog een derde bij. Sinds 1994 draagt de universiteit haar huidige naam. In 2001 werd de vierde faculteit opgericht en in het jaar 2005 kwam in Litomyšl de faculteit voor kunstrestauratie.

## Faculteiten en instituten
- Faculteit chemische technologie
- Faculteit economie en administratie
- Faculteit verkeerswetenschappen "Jan Perner"
(genoemd naar Jan Perner, een Tsjechische spoorwegbouwer uit de eerste helft van de 19e eeuw)
- Faculteit filosofie
- Faculteit kunstrestauratie (Litomyšl)
- Faculteit gezondheidswetenschappen

- Instituut voor elektrotechniek en informatica
- Instituut voor gezondheidswetenschappen